# روبرت ويلكوكس
روبرت ويلكوكس (بالإنجليزية: Robert Wilcox)‏ هو ممثل أمريكي، ولد في 10 مايو 1910 في الولايات المتحدة، وتوفي في 11 يونيو 1955 بنيويورك في الولايات المتحدة بسبب نوبة قلبية.

## وصلات خارجية
- روبرت ويلكوكس على موقع IMDb (الإنجليزية)
- روبرت ويلكوكس على موقع إن إن دي بي (الإنجليزية)
- روبرت ويلكوكس على موقع قاعدة بيانات الفيلم (الإنجليزية)